# Louis d'Aubusson de la Feuillade
Louis Françoise d'Aubusson de la Feuillade (Marly-le-Roi, 30 marzo 1673 – Marly-le-Roi, 29 gennaio 1725) è stato un generale francese, Maresciallo di Francia.

## Biografia
Figlio di François d'Aubusson de la Feuillade, altro Maresciallo di Francia, sposò la figlia di Michel Chamillart, ministro della guerra di Luigi XIV.
Succedette nel 1706 al Vendôme (inviato nelle Fiandre dopo la battaglia di Ramillies), a capo dell'esercito francese in Italia nel corso della Guerra di successione spagnola: ambizioso ed arrogante, a trentatré anni non aveva molta esperienza sul campo, ma decise comunque di attaccare la Cittadella di Torino nonostante le indicazioni di Vauban consigliassero una diversa tattica.
L'Assedio di Torino durò centodiciassette giorni e ciò che il Vauban più temeva, l'impiego piemontese delle gallerie di contromina, decimò i francesi. La battaglia del 7 settembre vide l'esercito francese soccombere sotto le armi congiunte di Vittorio Amedeo ed Eugenio di Savoia.
Dimenticato sotto il regno di Luigi XIV, fu ripristinato nel suo incarico da Luigi XV e divenne Maresciallo di Francia nel 1724.
Morì nello Château de Marly, senza figli: con lui si estinse il titolo ducale della famiglia.